# クローバーの夜遊びカーニバル
クローバーの夜遊びカーニバル（クローバーのよあそびカーニバル）は、ラジオ関西（毎週木曜日25:30 - 26:00）やインターネットラジオサイト・アニスタ.TVで配信していたクローバーのラジオ番組である。ラジオ関西は2006年3月30日で終了。
アニスタ.TVで配信している番組について番組内で終了の告知はしていないが、2008年5月現在アニスタホームページから削除されており、告知はなかったものの2007年11月6日配信分をもって事実上終了した。

## 放送局・放送期間
- ラジオ関西：2005年4月 - 2006年3月
- アニスタTV：
  - 2005年4月 - 2006年7月（毎週金曜）
  - 2006年8月1日 - 2007年11月6日（毎週火曜）

## 出演者
パーソナリティ
- クローバー
  - 井ノ上奈々
  - 宮崎羽衣
  - 斎藤桃子
  - 庄子裕衣

2006年12月から毎週1 - 2人ずつで担当した[1]。

ゲスト
| 配信回  | ゲスト出演者         | 備考 |
| ------- | -------------------- | --- |
| 第 91回 | 堤健一郎             | |
| 第109回 | 豊永利行             | |
| 第110回 | Millio               | |
| 第130回 | ノゾミ（Little Non） | 2007年11月6日配信分。この回の番組当番は井ノ上一人でゲストとトーク。 通常通り（「来週も聴いてくださいね。」と言って終わっている。）番組は終わっている。 この回以降は告知の無いまま休止状態になった。2008年5月、アニスタホームページからこの番組が削除され、告知が無い状態で番組は終了した。 |

## 番組コーナー
- 普通のお便り
- 名探偵ナナン（「名探偵コナン」より）
- ユー・ガット・羽衣（「『ユー・ガット・メール』（You've Got Mail)」より）
- 裕衣のしょーじきに言いなさい!（「庄子裕衣」より）
- 斎藤桃子の人生楽ありゃ苦もあるさ（TBS系テレビドラマ「水戸黄門」より?）

（カッコ内はそれぞれのコーナー名の元ネタ）
過去
- 井ノ上奈々の未来予想図語りましょう
- 斎藤桃子のラジオジャック
- マドモアゼルゆっこ（庄子裕衣）の占いの館
- 宮崎羽衣の私をお嬢様にして
- ぴったしクローバー
- クローバーでラブラブ（隔週）
- クローバークエスト（隔週）
- 一流シェフ桃子のお料理教室
- マスター・オブ・エピソード！
- 斉原桃山（さいばらとうざん）の美食鑑定への道（「美味しんぼ」の海原雄山より）